# Muna (přítok Leny)
Muna (rusky Муна, jakutsky Муна) je řeka v Jakutské republice v Rusku. Je 715 km dlouhá. Povodí má rozlohu 30 100 km².

## Průběh toku
Vzniká soutokem zdrojnic Orto Muny a Ulachan Muny a teče v hlubokém údolí po severovýchodním okraji Středosibiřské pahorkatiny. Na dolním toku je značně členitá. Vlévá se zleva do Leny.

## Vodní režim
Zdrojem vody jsou sněhové a dešťové srážky. Nejvyššího vodního stavu dosahuje od konce května do června. V létě dochází k povodním. Promrzá až do dna od prosince do začátku května.